# Wilhelm Ackermann
Pour les articles homonymes, voir Ackermann.
Wilhelm Ackermann (1896-1962) est un mathématicien allemand, célèbre pour la fonction d'Ackermann (1925) qui est un exemple important de la théorie de la calculabilité.

## Biographie
Sa thèse (1924) donne une preuve détaillée de la cohérence de l'arithmétique primitive récursive (en). Il fut professeur dans le secondaire, à Burgsteinfurt de 1929 à 1948, puis à Lüdenscheid jusqu'à sa retraite en 1961. Il fut membre correspondant de l'Académie des sciences de Göttingen et professeur honoraire de l'université de Münster.
Il écrivit Grundzüge der Theoretischen Logik (Principes de logique théorique) avec David Hilbert, à propos du problème de la décision et construisit des preuves de cohérence pour la théorie des ensembles (1937), l'arithmétique de Peano (1940), la logique non typée (1952), ainsi qu'une nouvelle axiomatisation (en) de la théorie des ensembles (1956). Il est aussi l'auteur du livre Solvable Cases of the Decision Problem (North Holland, 1954).